# Osieki Lęborskie
Osieki Lęborskie (nazwa oboczna Osieki; kaszb. Lãbòrsczé Òseczi) – stara osada kaszubska w Polsce położona w województwie pomorskim, w powiecie wejherowskim, w gminie Choczewo na obszarze Pobrzeża Kaszubskiego. Osada jest częścią składową sołectwa Kierzkowo. Osieki Lęborskie leżą w pobliżu trasy linii kolejowej Wejherowo-Choczewo-Lębork (od kilkunastu lat zawieszonej). 
W latach 1975–1998 miejscowość administracyjnie należała do województwa gdańskiego.
W miejscowości był przystanek kolejowy Osieki Lęborskie.

## Demografia
Współczesna struktura demograficzna osady Osieki Lęborskie na podstawie danych z lat 1995–2009 według roczników GUS-u, z prezentacją danych z 2002 roku:
| WYSZCZEGÓLNIENIE | WYSZCZEGÓLNIENIE | WYSZCZEGÓLNIENIE | WYSZCZEGÓLNIENIE | WYSZCZEGÓLNIENIE | J. m.       | POPULACJA MIESZKAŃCÓW (w przedziałach wiekowych w 2002 roku) | POPULACJA MIESZKAŃCÓW (w przedziałach wiekowych w 2002 roku) | POPULACJA MIESZKAŃCÓW (w przedziałach wiekowych w 2002 roku) | POPULACJA MIESZKAŃCÓW (w przedziałach wiekowych w 2002 roku) | POPULACJA MIESZKAŃCÓW (w przedziałach wiekowych w 2002 roku) | POPULACJA MIESZKAŃCÓW (w przedziałach wiekowych w 2002 roku) | POPULACJA MIESZKAŃCÓW (w przedziałach wiekowych w 2002 roku) | POPULACJA MIESZKAŃCÓW (w przedziałach wiekowych w 2002 roku) | POPULACJA MIESZKAŃCÓW (w przedziałach wiekowych w 2002 roku) | POPULACJA MIESZKAŃCÓW (w przedziałach wiekowych w 2002 roku) |
| WYSZCZEGÓLNIENIE | WYSZCZEGÓLNIENIE | WYSZCZEGÓLNIENIE | WYSZCZEGÓLNIENIE | WYSZCZEGÓLNIENIE | J. m.       | OGÓŁEM                                                       | 0-9                                                          | 10-19                                                        | 20-29                                                        | 30-39                                                        | 40-49                                                        | 50-59                                                        | 60-69                                                        | 70-79                                                        | 80 +                                                         |
| ---------------- | ---------------- | ---------------- | ---------------- | ---------------- | ----------- | ------------------------------------------------------------ | ------------------------------------------------------------ | ------------------------------------------------------------ | ------------------------------------------------------------ | ------------------------------------------------------------ | ------------------------------------------------------------ | ------------------------------------------------------------ | ------------------------------------------------------------ | ------------------------------------------------------------ | ------------------------------------------------------------ |
| I.               | OGÓŁEM           | OGÓŁEM           | OGÓŁEM           | OGÓŁEM           | os.         | 255                                                          | 45                                                           | 57                                                           | 29                                                           | 37                                                           | 45                                                           | 22                                                           | 9                                                            | 8                                                            | 3                                                            |
| I.               | —                | odsetek          | odsetek          | odsetek          | %           | 100                                                          | 17,6                                                         | 22,3                                                         | 11,4                                                         | 14,5                                                         | 17,6                                                         | 8,6                                                          | 3,6                                                          | 3,2                                                          | 1,2                                                          |
| I.               | 1.               | WEDŁUG PŁCI      | WEDŁUG PŁCI      | WEDŁUG PŁCI      | WEDŁUG PŁCI | WEDŁUG PŁCI                                                  | WEDŁUG PŁCI                                                  | WEDŁUG PŁCI                                                  | WEDŁUG PŁCI                                                  | WEDŁUG PŁCI                                                  | WEDŁUG PŁCI                                                  | WEDŁUG PŁCI                                                  | WEDŁUG PŁCI                                                  | WEDŁUG PŁCI                                                  | WEDŁUG PŁCI                                                  |
| I.               | 1.               | A.               | Mężczyzn         | Mężczyzn         | os.         | 130                                                          | 21                                                           | 32                                                           | 14                                                           | 16                                                           | 27                                                           | 12                                                           | 6                                                            | 2                                                            | —                                                            |
| I.               | 1.               | A.               | —                | odsetek          | %           | 51                                                           | 8,2                                                          | 12,5                                                         | 5,5                                                          | 6,3                                                          | 10,6                                                         | 4,7                                                          | 2,4                                                          | 0,8                                                          | —                                                            |
| I.               | 1.               | B.               | Kobiet           | Kobiet           | os.         | 125                                                          | 24                                                           | 25                                                           | 15                                                           | 21                                                           | 18                                                           | 10                                                           | 3                                                            | 6                                                            | 3                                                            |
| I.               | 1.               | B.               | —                | odsetek          | %           | 49                                                           | 9,4                                                          | 9,8                                                          | 5,9                                                          | 8,2                                                          | 7                                                            | 3,9                                                          | 1,2                                                          | 2,4                                                          | 1,2                                                          |

| I. | OGÓŁEM | OGÓŁEM  | OGÓŁEM            | OGÓŁEM            | OGÓŁEM            | os.     | 255     | 130     | 125     |         |         |         |         |         |         |         |         |         |         |         |
| I. | —      | odsetek | odsetek           | odsetek           | odsetek           | %       | 100     | 51      | 49      |         |         |         |         |         |         |         |         |         |         |         |
| I. | 1.     | W WIEKU | W WIEKU           | W WIEKU           | W WIEKU           | W WIEKU | W WIEKU | W WIEKU | W WIEKU | W WIEKU | W WIEKU | W WIEKU | W WIEKU | W WIEKU | W WIEKU | W WIEKU | W WIEKU | W WIEKU | W WIEKU | W WIEKU |
| I. | 1.     | A.      | Przedprodukcyjnym | Przedprodukcyjnym | Przedprodukcyjnym | os.     | 91      | 46      | 45      |         |         |         |         |         |         |         |         |         |         |         |
| I. | 1.     | A.      | —                 | odsetek           | odsetek           | %       | 35,6    | 18      | 17,6    |         |         |         |         |         |         |         |         |         |         |         |
| I. | 1.     | B.      | Produkcyjnym      | Produkcyjnym      | Produkcyjnym      | os.     | 149     | 81      | 68      |         |         |         |         |         |         |         |         |         |         |         |
| I. | 1.     | B.      | —                 | odsetek           | odsetek           | %       | 58,5    | 31,8    | 26,7    |         |         |         |         |         |         |         |         |         |         |         |
| I. | 1.     | B.      | a.                | mobilnym          | mobilnym          | os.     | 107     | 56      | 51      |         |         |         |         |         |         |         |         |         |         |         |
| I. | 1.     | B.      | a.                | —                 | odsetek           | %       | 42      | 22      | 20      |         |         |         |         |         |         |         |         |         |         |         |
| I. | 1.     | B.      | b.                | niemobilnym       | niemobilnym       | os.     | 42      | 25      | 17      |         |         |         |         |         |         |         |         |         |         |         |
| I. | 1.     | B.      | b.                | —                 | odsetek           | %       | 16,5    | 9,8     | 6,7     |         |         |         |         |         |         |         |         |         |         |         |
| I. | 1.     | C.      | Poprodukcyjnym    | Poprodukcyjnym    | Poprodukcyjnym    | os.     | 15      | 3       | 12      |         |         |         |         |         |         |         |         |         |         |         |
| I. | 1.     | C.      | —                 | odsetek           | odsetek           | %       | 5,9     | 1,2     | 4,7     |         |         |         |         |         |         |         |         |         |         |         |

## Historia
Pierwsze wzmianki historyczne (datowane końcem XIII wieku) wspominają o Osiekach jako własności biskupów kujawskich. Dokument z 25 marca 1284 roku wspomina o wprowadzeniu kapłana do miejscowości. W 1564 roku biskup Wolski sprzedał Osieki Ernestowi von Weiherowi. W 1605 roku Demetrius Weiher (Doring), syn Ernesta Weihera sprzedał Osieki Jerzemu von Krockow i odtąd Osieki przez około 200 lat były w posiadaniu rodziny Krockow.

## Kościół
Parafia w Osiekach Lęborskich liczy ponad 900 lat i należy do najstarszych na Pomorzu. Wiadomo, że pierwszy budynek kościoła stanął tu na początku XII wieku. Drewniany budynek był wielokrotnie remontowany i rozbudowany do 1726 r. gdy doszczętnie spłonął.
Jego zarys odwzorowuje istniejąca świątynia, gdyż zbudowano ją przed 1740 r. na starych fundamentach i kryptach, z wykorzystaniem ocalałych ścian wieży. Z tego powodu, mimo bielonych, barokowych elewacji kościół wygląda na dużo starszy. Także wieża zachowała surowy, gotycki kształt, kryta jest hełmem z dębowego gontu. Wystrój wnętrza jest w przewadze późnobarokowy, starszymi jego elementami są ambona w stylu regencji z 1724 r., organy z 1826 r. i XIV-wieczna chrzcielnica. W krypcie pod świątynią spoczywają szczątki dawnych właścicieli folwarku rodu von Krockow. Na otaczającym kościół cmentarzu zachowało się kilka XIX-wiecznych nagrobków i niewielka kaplica z kamienia polnego.
Sam kościół został przebudowany w 1808 roku. Z czasów przebudowy pochodzi wieloboczne prezbiterium. Wymiary kościoła: długość 35 m, szerokość 11,5 m, wysokość 7,5 m, grubość murów 94 cm, grubość muru wieży 1,9 m. Obecnie świątynia jest kościołem filialnym parafii Matki Bożej Królowej Polski w Choczewie.

## Obiekty
W Osiekach Lęborskich znajdują się m.in.:
- Dom opieki dla osób w podeszłym wieku – Dom Seniora Bryza[8].
- Barokowy kościół NMP Gwiazdy Morza z 1726 roku[9].
- Ludowy Zespół Sportowy „Kłos Osieki”[7].
- Neogotycki dwór z I poł. XIX wieku wraz z budynkami gospodarczymi i parkiem przypałacowym ze starodrzewiem[9].

## Literatura
1. Bielec Jan (red.), Szwałek Stanisława: Wykaz urzędowych nazw miejscowości w Polsce. Ministerstwo Administracji, Gospodarki Terenowej i Ochrony Środowiska. T. II: K - P. Warszawa: GUS, 1981. Brak numerów stron w książce
2. Mamuszka Franciszek: Ziemia pucka: przewodnik krajoznawczy. Warszawa: Wyd. PTTK „Kraj”, 1989. ISBN 83-7005-170-7. Brak numerów stron w książce